# Marsac-sur-Don
Marsac-sur-Don is een gemeente in het Franse departement Loire-Atlantique (regio Pays de la Loire). De plaats maakt deel uit van het arrondissement Châteaubriant. Marsac-sur-Don telde op 1 januari 2022 1.529 inwoners.

## Geografie
De oppervlakte van Marsac-sur-Don bedroeg op 1 januari 2022 27,68 vierkante kilometer; de bevolkingsdichtheid was toen 55,2 inwoners per km².

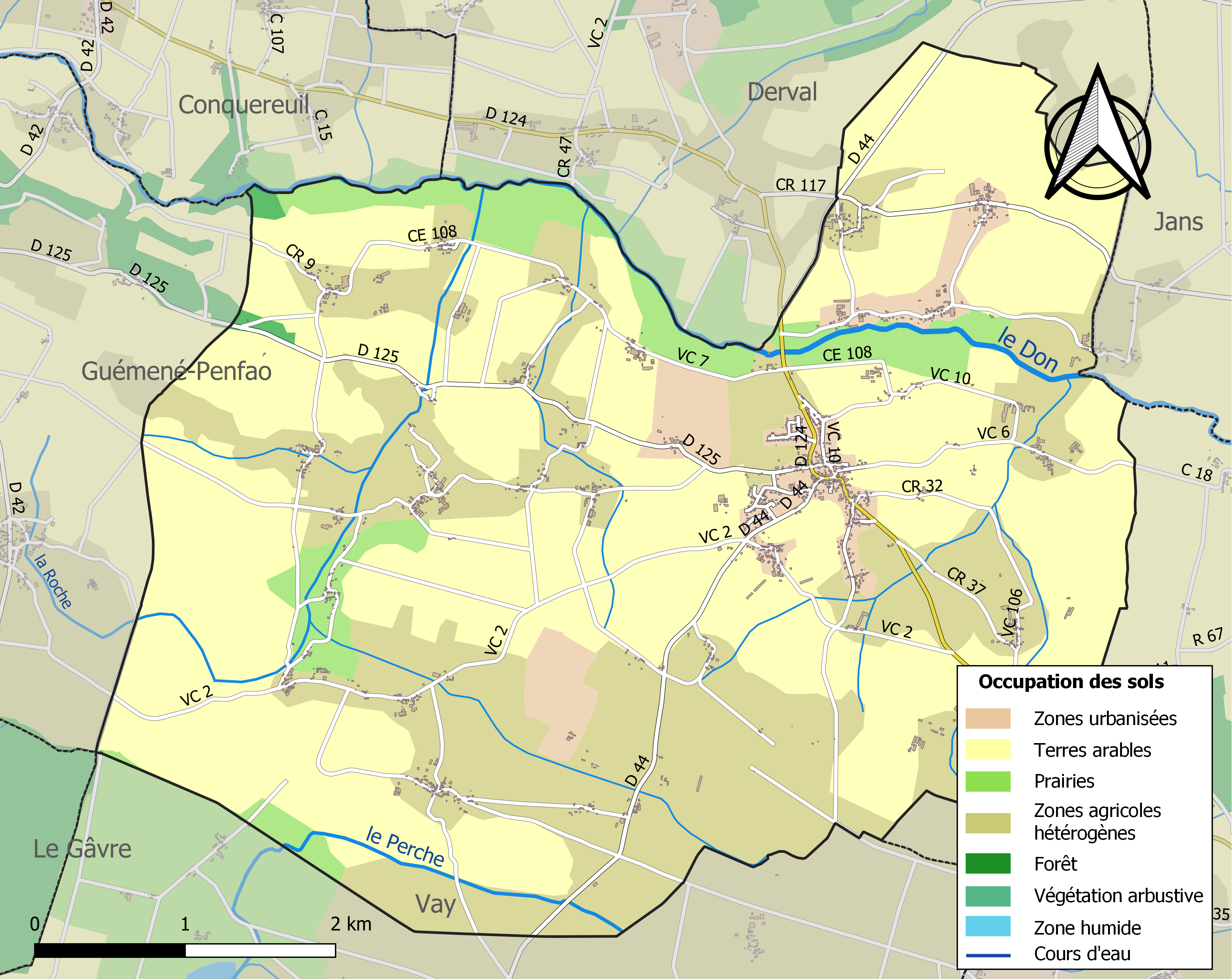
Kaart van de gemeente met de belangrijkste infrastructuur, bodemgebruik en omliggende gemeenten

## Demografie
Onderstaande figuur toont het verloop van het inwonertal (bron: INSEE-tellingen).